# Arondismentul Saint-Pierre (Martinica)
Arondismentul Saint-Pierre (în franceză Arrondissement de Saint-Pierre) este un arondisment din Martinica, Franța.

## Componență

### Cantoane
1. Le Carbet
2. Case-Pilote-Bellefontaine
3. Le Morne-Rouge
4. Le Prêcheur
5. Saint-Pierre

### Comune
| 1. Bellefontaine (97234)  | 2. Le Carbet (97204)     | 3. Case-Pilote (97205) | 4. Fonds-Saint-Denis (97208) |
| 5. Le Morne-Rouge (97218) | 6. Le Morne-Vert (97233) | 7. Le Prêcheur (97219) | 8. Saint-Pierre (97225)      |